# بافيتيمبي غوميز
بافيتيمبي غوميز (بالفرنسية: Bafétimbi Gomis)‏ (مواليد 6 أغسطس 1985) هو لاعب كرة قدم فرنسي سابق، كان يلعب في مركز الهجوم.
لعب كرة القدم للشباب مع سانت إتيان قبل أن يبدأ مشواره الاحترافي مع النادي في عام 2004، كما قضى بعض الوقت على سبيل الإعارة في تروي في دوري الدرجة الثانية. في عام 2009، انضم إلى نادي سانت إتيين ديربي دو رون ليون مقابل 13 مليون يورو. خلال أكثر من خمسة مواسم في ملعب جيرلان، لعب 239 مباراة رسمية وسجل 91 هدفاً، وفاز في كأس دو فرانس وكأس أبطال أوروبا في عام 2012. في عام 2014، انتقل إلى نادي سوانزي سيتي الإنجليزي الممتاز في صفقة انتقال مجاني. بعد إعارته إلى فرنسا في مرسيليا، وقع مع غلطة سراي، حيث كان هداف الدوري بعد فوزهم بلقب الدوري التركي في عام 2018. وفي عام 2018 انتقل إلى نادي الهلال السعودي مقابل 7 ملايين يورو.
شارك غوميز في 12 مباراة مع المنتخب الفرنسي في الفترة ما بين 2008 إلى 2013، وسجل ثلاثة أهداف. كان جزءًا من منتخب فرنسا المشارك في بطولة أمم أوروبا 2008.

## مسيرته الكروية

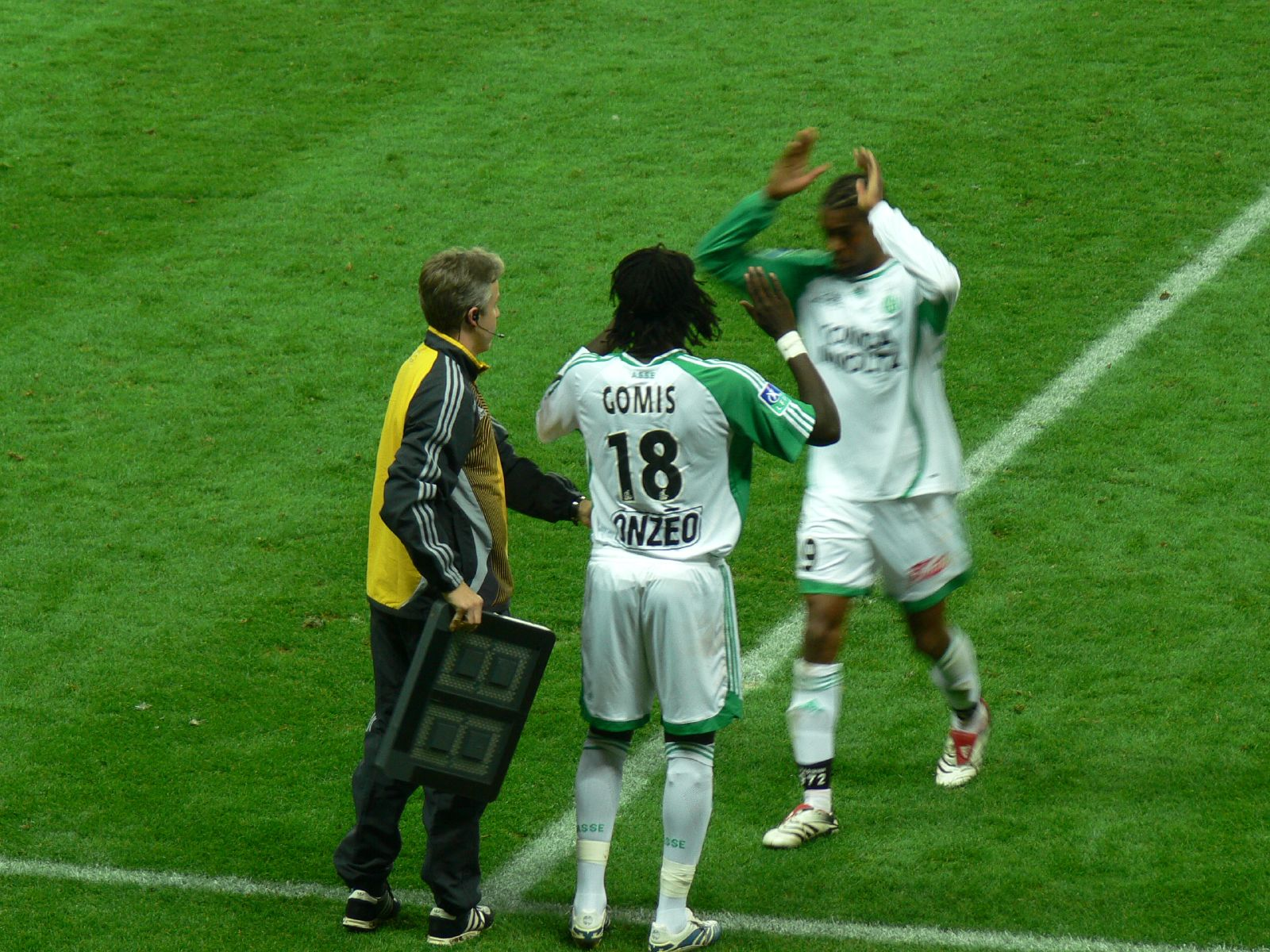
غوميز يدخل كبديل مع سانت إتيان.

### سانت إتيان
وُلد غوميز في مدينة لا سين سور مير، حيث شارك في ثلاث عشرة مباراة مع سانت إتيان في أول موسم له مع النادي، حيث سجل هدفين في الدوري. في الموسم الذي يليه قدم ست مباريات بدون أهداف مع النادي قبل أن يقدم على إعارة إلى ترويز AC في صفقة إعارة ناجحة لمدة ستة أشهر، حيث سجل ستة أهداف في 13 مباراة. لم يكن موسم 2005–06 ناجحًا كما كان في الموسم السابق حيث لعب 24 مباراة في الدوري مع سانت إتيان، حيث سجل هدفين فقط في الدوري.
كان موسم 2006–07 عندما أسس غوميز نفسه مع سانت إتيان، وسجل 10 أهداف في 30 مباراة. واصل غوميز بهذا الشكل في موسم 2007–08 حيث سجل 16 هدفاً رائعاً في 34 مباراة.
في فترة الانتقالات الصيفية لعام 2008، ورد أن مدير نيوكاسل يونايتد تحت إدارة كيفن كيجان قدّم رسم تحويل بقيمة 10 ملايين جنيه إسترليني لخدمات غوميز. ومع ذلك لم تتحقق خطوة وبقي غوميز في سانت إتيان.
في مقابلة مع صحيفة ليكيب الفرنسية، ذكر غوميز أنه كان منجذباً إلى انتقال محتمل إلى إنجلترا، لكنه كشف أن الدوري الإيطالي (الدرجة الأولى) سيكون تفضيله. في الأسابيع التي سبقت فترة الانتقالات في شهر كانون الثاني (يناير) 2009، كان اسمه مرة أخرى يتم وصفه في تكهنات حول مختلف منافسات الدوري الممتاز، على الرغم من أنه تحرك لتهدئة الشائعات مشيرًا إلى رغبته في رؤية موسم دوري الدرجة الأولى مع ناديه الحالي.
تم التدقيق في غوميز في موسم 2008–09 بشكل أكبر مما كان عليه في الموسم السابق. على الرغم من هذا، نجح غوميز في تسجيل خمسة أهداف في 17 مباراة في الدوري، وتفوق مع أدائه في كأس الاتحاد الأوروبي، وسجل ثلاث مرات في أربع مباريات.

### ليون

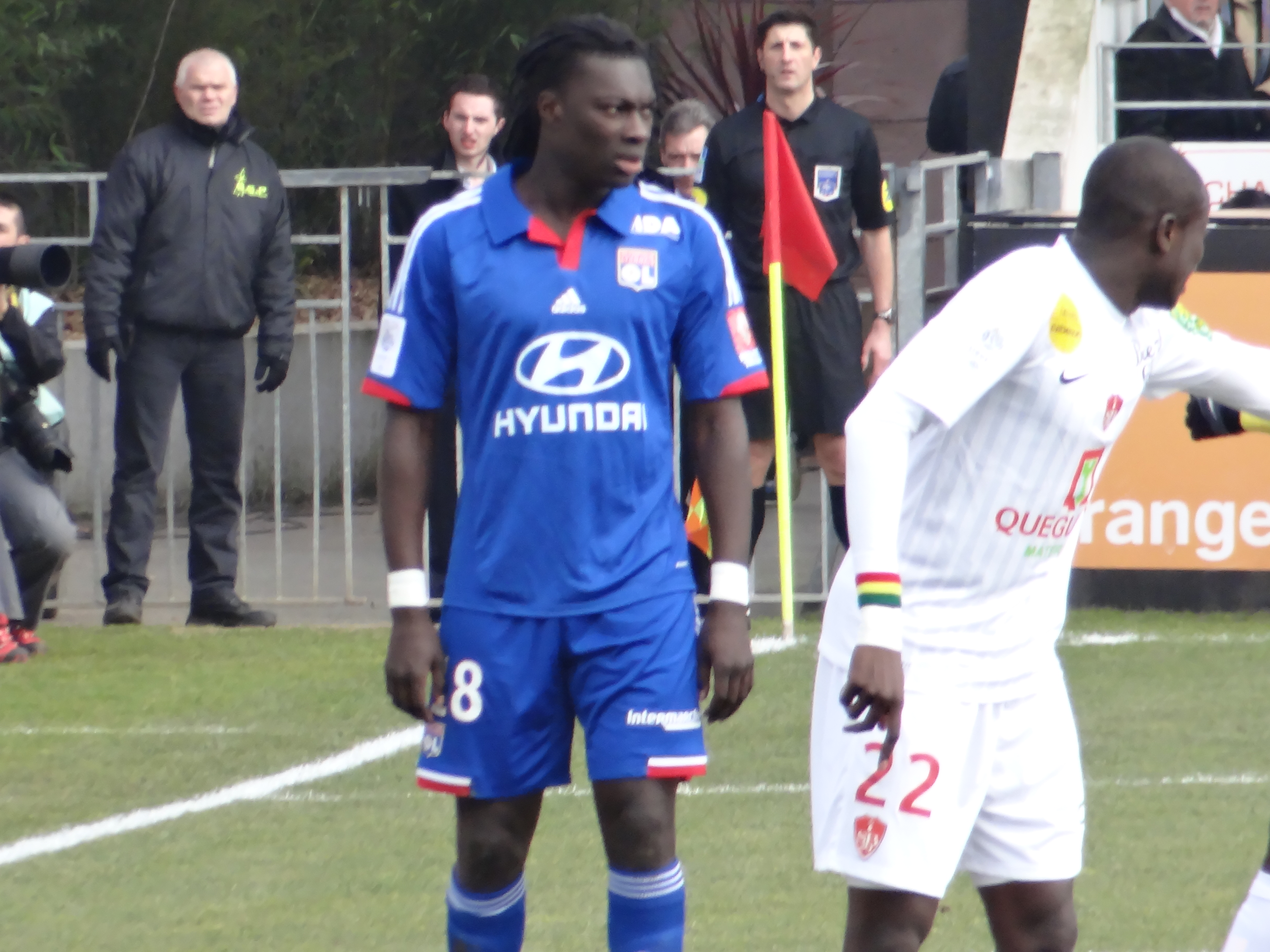
غوميز يلعب مع ليون ضد بريست في 2013.

في 29 يوليو 2009، أعلن نادي أولمبيك ليونيون أنه قد وقع على المهاجم مقابل 13 مليون يورو ووافق اللاعب على عقد لمدة خمس سنوات. مع هذه الخطوة أصبح غوميز اللاعب السادس في تاريخ كرة القدم الفرنسية ينتقل مباشرة من سانت إتيان إلى غريمه اللدود ديربي ليون.
في المباراة الأولى من موسم الدوري الفرنسي 2011–12، سجل غوميز هدف الفوز 3–1 عندما فاز فريقه على نيس في 6 أغسطس 2011. في 24 سبتمبر، سجل هدفًا في الشوط الأول ضد جيروندان دي بوردو ليحقق فريقه من الفوز 3–1.
حصل غوميز على أربعة أهداف في الجولة الأخيرة من مرحلة المجموعات في دوري أبطال أوروبا 2011–12، مما ساعد ليون على الفوز 7–1 على نادي دينامو زغرب والتقدم إلى دور الستة عشر بفارق الأهداف. كما سجل رقمًا قياسيًا جديدًا ليسجل أسرع ثلاثية (هاتريك) في دوري أبطال أوروبا على الإطلاق متخطيًا الرقم القياسي الذي يملكه مايك نيويل.
في 25 فبراير 2012، سجل غوميز هدفًا في كرة أرضية ليحقق فريقه التعادل مع متصدر الدوري باريس سان جيرمان 1–1؛ انتهت المباراة بالتعادل 4–4، بعد فوز ليون 4–2. استبدل ألكسندر لاكازيت في الدقيقة 70 في مباراة دربي ضد النادي السابق سانت إتيان في 17 مارس، وبعد عشر دقائق سجل هدفه في 30 ياردة لكسب فريقه الفوز 1–0. واصل مسيرته الشديدة ضد سوشو المهدد بالهبوط في 24 مارس عندما حول كرة عرضية من أنتوني ريفيلير ليحقق فوزه 2–1.

### سوانزي سيتي
في 27 يونيو 2014، وقع غوميز عقدًا مدته أربع سنوات مع سوانسي سيتي بعد أن غادر ليون في نهاية موسم دوري الدرجة الأولى 2013–14 على خدمة نقل مجانية. بدأ أول مباراة تنافسية له في المباراة الافتتاحية للموسم في 16 أغسطس، ليحل محل ويلفريد بوني في الدقائق الـ 13 الأخيرة من الفوز في نهاية المطاف 2–1 على مانشستر يونايتد في أولد ترافورد. في 26 أغسطس، سجل أول هدف تنافسي له مع النادي حيث فازوا 1–0 على روذرهام يونايتد في الجولة الثانية من كأس رابطة المحترفين. سجل غوميز هدفه الأول في الدوري الممتاز في 9 نوفمبر 2014 وسجل هدف الفوز بعد مرور أقل من دقيقة على دخوله الملعب، حيث جاء فريقه من الخلف ليفوز على آرسنال 2–1.
في بداية عام 2015، ومع مغادرة بوني إلى كأس الأمم الأفريقية عام 2015، أصبح غوميز اللاعب الرئيسي في فريق سوانزي، ابتدأ العام مع هدفين على ترانمير روفرز في برينتون بارك و فوزهم 2–6 في كأس الاتحاد الإنجليزي. في 10 يناير، بعد التعادل في أرضه 1–1 ضد وست هام يونايتد عرض العلم الفرنسي لدعم ضحايا إطلاق النار الأخير في باريس. في 4 أبريل 2015، سجل غوميز هدفًا في الدقيقة 38 ضد هال سيتي بملعبه وأكمل الانتصار عن طريق تمرير الكرة فوق حارس هال سيتي ليعطيه أول هدفين في الدوري الممتاز وسوانسي سيتي بفوز 3–1.

#### مارسيليا (إعارة)
في 29 يوليو 2016، وقع غوميز على سبيل الإعارة إلى مرسيليا لموسم 2016–17. في 14 أغسطس، ظهر لأول مرة في تعادل 0–0 ضد تولوز في ملعب فيلودروم. في 21 نوفمبر، جعله المدرب رودي جارسيا قائد الفريق خلال الفترة المتبقية من الموسم.
في جميع المسابقات، سجل غوميز 21 هدفاً في 33 مباراة لـ l'om. تضمن هذا ثلاثية يوم 27 يناير 2017 في الفوز 5–1 على مونبلييه.

### غلطة سراي
في 28 يونيو 2017، انضم غوميز إلى نادي غلطة سراي التركي مقابل رسم لم يكشف عنه. كان مقتنعًا بالانضمام إلى لاعبيه السابقين وأصدقاؤه ديدييه دروغبا وأوريليان تشيدجو. ظهر لأول مرة مع النادي الذي يتخذ من إسطنبول مقراً له في 13 يوليو / تموز في مباراة الذهاب من الدور الثاني من الدوري الأوروبي أمام مضيفه أوسترسوندز 2–0. في 14 أغسطس، ظهر لأول مرة مع فريقه دوري السوبر التركي حيث افتتح فريقه الموسم مع الفوز 4–1 على كايسري سبور. سجل غوميز هدفين وساعد يونس بلهندة. في مباراة ضد نادي أخيسار بيليديا في 9 ديسمبر، تعادل غوميز في الفوز 4–2 في تورك تليكوم أرينا ولكن في وقت لاحق حصل على بطاقة حمراء.
في 23 فبراير 2018، سجل غوميز أول ثلاثية له في تركيا، وانتهت بفوزه 5–0 على بورصة سبور. وأضاف أربعة أهداف أخرى في 3 مارس في الفوز 7–0 في كارديمير كارابوكسبور، بين 17 و33 دقيقة. أنهى الموسم بـ29 هدف من 33 مباراة، بما في ذلك الهدف الوحيد خارج أرضه أمام نادي جوزتيبي. ليفوز بلقب الدوري في اليوم الأخير، مما جعله الهدّاف.

### الهلال
في 24 أغسطس 2018، وقع غوميز مع بطل الدوري السعودي الهلال على صفقة لمدة عامين مقابل 7 ملايين يورو. وانهى النادي في المركز الثاني أمام غريمه النصر بسبب تراجع مستوى الفريق في المرحلة الأخيرة من الموسم. برصيد 21 هدفا، احتل المركز الثاني في صدارة الهدافين خلف منافسه عبد الرزاق حمد الله.
سجل غوميز 11 هدفاً في دوري أبطال آسيا 2019، حيث أنهى البطولة بصفته الهداف، وساهم في فوز الهلال بالبطولة لأول مرة منذ 19 سنة. في مباراة الإياب من نهائي دوري أبطال آسيا 2019 في 24 نوفمبر، سجل الهدف الثاني في الفوز 2–0 خارج أرضه أمام أوراوا رد دايموندز، والتي شهدت فوز الهلال باللقب بنتيجة 3–0 في مجموع المباراتين. كما سمح اللقب للفريق بالتأهل إلى كأس العالم للأندية 2019. كما حصل جوميز على جائزة أفضل لاعب في البطولة عن دوره في حصد اللقب للهلال وأصبح أول لاعب أوروبي يحصل على لقب هداف البطولة.
في 14 ديسمبر، قاد غوميز الهلال إلى نصف نهائي كأس العالم للأندية 2019 بتسجيله الهدف الوحيد في المباراة ضد الترجي التونسي بطل إفريقيا. في 21 ديسمبر، لعب في النصف الثاني من مباراة تحديد المركز الثالث ضد مونتيري بطل الكونكاكاف وسجل هدفًا في الدقيقة 64 حيث انتهت المباراة بالتعادل 2–2. كما أنه سجل في ركلات الترجيح، لكن فريقه خسر ركلات الترجيح 4–3. بشكل عام، لعب غوميز ثلاث مباريات في كأس العالم للأندية وسجل هدفين.
في 9 فبراير 2021، سجل غوميز سوبر هاتريك (أربعة أهداف)، ثلاثة منها كانت من ركلات جزاء في مباراة الفوز 5–0 على العين.

## مسيرته الدولية
في 18 مايو 2008، استدعي غوميز لتشكيلة المنتخب الفرنسي في بطولة أمم أوروبا 2008.

## حياته الشخصية
يعاني غوميز من حالة طبية، ويشتبه في أن تكون استجابة وعائية مبهمية؛ وهذا يعني أنه عرضة للإغماء أثناء أوقات الشدة (التوتر) وارتفاع درجات الحرارة وهذه تسببت في إصابته بالإغماء خلال عدد من المباريات.
غوميز هو ابن عم زملائه (في كرة القدم) نامباليس ميندي وأليكساندر مندي.

## الإحصائيات

### النادي
آخر تحديث 21 مارس 2021.
| النادي            | الموسم  | الدوري                        | الدوري | الدوري  | الكأس الوطني | الكأس الوطني | كأس الدوري | كأس الدوري | قاري   | قاري    | أخرى   | أخرى    | المجموع | المجموع |
| النادي            | الموسم  | الدرجة                        | الظهور | الأهداف | الظهور       | الأهداف      | الظهور     | الأهداف    | الظهور | الأهداف | الظهور | الأهداف | الظهور  | الأهداف |
| ----------------- | ------- | ----------------------------- | ------ | ------- | ------------ | ------------ | ---------- | ---------- | ------ | ------- | ------ | ------- | ------- | ------- |
| تروا (إعارة)      | 2004–05 | الدوري الفرنسي الدرجة الثانية | 13     | 6       | 0            | 0            | 0          | 0          | —      | —       | —      | —       | 13      | 6       |
| سانت إتيان        | 2003–04 | الدوري الفرنسي الدرجة الثانية | 11     | 2       | 0            | 0            | 2          | 0          | —      | —       | —      | —       | 13      | 2       |
| سانت إتيان        | 2004–05 | الدوري الفرنسي                | 6      | 0       | 1            | 0            | 0          | 0          | —      | —       | —      | —       | 7       | 0       |
| سانت إتيان        | 2005–06 | الدوري الفرنسي                | 24     | 2       | 1            | 0            | 1          | 0          | —      | —       | —      | —       | 26      | 2       |
| سانت إتيان        | 2006–07 | الدوري الفرنسي                | 30     | 10      | 1            | 0            | 3          | 3          | —      | —       | —      | —       | 34      | 13      |
| سانت إتيان        | 2007–08 | الدوري الفرنسي                | 35     | 16      | 1            | 0            | 1          | 0          | —      | —       | —      | —       | 37      | 16      |
| سانت إتيان        | 2008–09 | الدوري الفرنسي                | 36     | 10      | 2            | 1            | 1          | 1          | 8      | 4       | —      | —       | 47      | 16      |
| سانت إتيان        | المجموع | المجموع                       | 142    | 40      | 6            | 1            | 8          | 4          | 8      | 4       | —      | —       | 164     | 49      |
| ليون              | 2009–10 | الدوري الفرنسي                | 37     | 10      | 2            | 1            | 2          | 0          | 10     | 4       | —      | —       | 51      | 15      |
| ليون              | 2010–11 | الدوري الفرنسي                | 35     | 10      | 2            | 0            | 1          | 0          | 7      | 2       | —      | —       | 45      | 12      |
| ليون              | 2011–12 | الدوري الفرنسي                | 36     | 14      | 6            | 4            | 3          | 1          | 9      | 6       | —      | —       | 54      | 25      |
| ليون              | 2012–13 | الدوري الفرنسي                | 37     | 16      | 1            | 1            | 1          | 1          | 5      | 2       | 1      | 1       | 45      | 21      |
| ليون              | 2013–14 | الدوري الفرنسي                | 33     | 14      | 3            | 2            | 4          | 3          | 9      | 3       | —      | —       | 49      | 22      |
| ليون              | المجموع | المجموع                       | 178    | 64      | 14           | 8            | 11         | 5          | 40     | 17      | 1      | 1       | 244     | 95      |
| سوانزي سيتي       | 2014–15 | الدوري الإنجليزي              | 31     | 7       | 2            | 2            | 3          | 1          | —      | —       | —      | —       | 36      | 10      |
| سوانزي سيتي       | 2015–16 | الدوري الإنجليزي              | 33     | 6       | 1            | 1            | 1          | 0          | —      | —       | —      | —       | 35      | 7       |
| سوانزي سيتي       | المجموع | المجموع                       | 64     | 13      | 3            | 3            | 4          | 1          | —      | —       | —      | —       | 71      | 17      |
| مارسيليا (إعارة)  | 2016–17 | الدوري الفرنسي                | 32     | 20      | 2            | 1            | 0          | 0          | —      | —       | —      | —       | 34      | 21      |
| غلطة سراي         | 2017–18 | الدوري التركي                 | 33     | 29      | 5            | 3            | —          | —          | 2      | 0       | —      | —       | 40      | 32      |
| غلطة سراي         | 2018–19 | الدوري التركي                 | 1      | 0       | 0            | 0            | –          | –          | 0      | 0       | 1      | 0       | 2       | 0       |
| غلطة سراي         | المجموع | المجموع                       | 34     | 29      | 5            | 3            | 0          | 0          | 2      | 0       | 1      | 0       | 42      | 32      |
| الهلال            | 2018–19 | الدوري السعودي                | 30     | 21      | 3            | 7            | 6          | 5          | 6      | 4       | 0      | 0       | 45      | 37      |
| الهلال            | 2019–20 | الدوري السعودي                | 29     | 27      | 4            | 1            | –          | –          | 12     | 10      | 3      | 2       | 48      | 40      |
| الهلال            | 2020–21 | الدوري السعودي                | 24     | 18      | 1            | 0            | –          | –          | 0      | 0       | 1      | 0       | 26      | 18      |
| الهلال            | 2021–22 | الدوري السعودي                | 17     | 9       | 1            | 0            | —          | —          | —      | —       | 1      | 0       | 21      | 9       |
| الهلال            | المجموع | المجموع                       | 106    | 81      | 9            | 8            | 6          | 5          | 28     | 20      | 5      | 2       | 156     | 116     |
| غلطة سراي         | 2021–22 | سوبر ليغ                      | 6      | 4       | —            | —            | —          | —          | 2      | 0       | —      | —       | 8       | 4       |
| غلطة سراي         | 2022–23 | سوبر ليغ                      |        |         |              |              |            |            |        |         |        |         |         |         |
| غلطة سراي         | 2023–24 | سوبر ليغ                      |        |         |              |              |            |            |        |         |        |         |         |         |
| غلطة سراي         | المجموع |                               |        |         |              |              |            |            |        |         |        |         |         |         |
| كاواساكي فرونتالي | 2023–24 |                               |        |         |              |              |            |            |        |         |        |         |         |         |
| المجموع           | المجموع | المجموع                       | 575    | 257     | 39           | 24           | 29         | 15         | 80     | 41      | 6      | 3       | 732     | 340     |

1. ↑  المباريات في كأس الاتحاد الأوروبي
2. 1 2 3  المباريات في دوري أبطال أوروبا
3. 1 2 3  المباريات في الدوري الأوروبي
4. ↑  الظهور في كأس الأبطال الفرنسي
5. ↑  المباريات في كأس السوبر التركي
6. 1 2  المباريات في دوري أبطال آسيا
7. ↑  المباريات في كأس العالم للأندية
8. ↑  المباراة في كأس السوبر السعودي

### المنتخب
| المنتخب الوطني | العام   | الظهور | الأهداف |
| -------------- | ------- | ------ | ------- |
| فرنسا          | 2008    | 4      | 2       |
| فرنسا          | 2009    | 1      | 0       |
| فرنسا          | 2011    | 1      | 0       |
| فرنسا          | 2012    | 4      | 1       |
| فرنسا          | 2013    | 2      | 0       |
| المجموع        | المجموع | 12     | 3       |

## الإنجازات
سانت إتيان
- الدوري الفرنسي الدرجة الثانية: 2003–04[49]

 ليون
- كأس فرنسا: 2011–12[49]
- كأس الأبطال الفرنسي: 2012[49]

 غلطة سراي
- الدوري التركي الممتاز: 2017–18[50]

 الهلال
- دوري أبطال آسيا: 2019[51]
- دوري أبطال آسيا 2021
- دوري المحترفين السعودي: 2019–2020
- كأس خادم الحرمين الشريفين: 2019–20
- كأس السوبر السعودي 2021

الفردية
- لاعب الشهر في الدوري الفرنسي: يناير 2007
- هداف الدوري التركي: 2017–18[50]
- دوري أبطال آسيا أفضل هداف: 2019[52]
- دوري أبطال آسيا أفضل لاعب: 2019[52]
- دوري أبطال آسيا أفضل فريق من تصويت الجماهير: 2019[53]
- دوري أبطال آسيا أفضل فريق من أوبتا: 2019[53]

## وصلات خارجية
- بافيتيمبي غوميز على موقع ميوزك برينز (الإنجليزية)
- بافيتيمبي غوميز على موقع الاتحاد الدولي (مؤرشف)  (الإنجليزية)
- بافيتيمبي غوميز على موقع الاتحاد الأوربي (الإنجليزية)
- بافيتيمبي غوميز على موقع اتحاد تركيا (لاعب) (الإنجليزية)
- بافيتيمبي غوميز على موقع رابطة كرة القدم اليابانية للمحترفين (اليابانية)
- بافيتيمبي غوميز على موقع رابطة كرة القدم الفرنسية للمحترفين (الإنجليزية)
- بافيتيمبي غوميز على موقع إي إس بي إن إف سي (الإنجليزية)
- بافيتيمبي غوميز على موقع قاعدة بيانات كرة القدم.إي يو (الإنجليزية)
- بافيتيمبي غوميز على موقع ليكيب (الفرنسية)
- بافيتيمبي غوميز على موقع ناشيونال فوتبول تيمز (الإنجليزية)
- بافيتيمبي غوميز على موقع Soccerbase.com (لاعب) (الإنجليزية)